# Joana de Leeds
Joana de Leeds (Grã-Bretanha, século XIV) foi uma freira inglesa que, em algum ponto de 1318, fingiu sua própria morte e fugiu do convento de St. Clement, em York. Ela teria ido para Beverley, onde passou a viver com um homem.
Para poder fugir sem levantar suspeitas, Joana fingiu ter uma doença fatal e montou um boneco de si mesma, que suas colegas sepultaram em solo sagrado. Quando o arcebispo de York, William Melton, soube do esquema da freira, ele escreveu às autoridades religiosas de Beverley, explicando a armação de Joana, exigindo que ela fosse devolvida imediatamente ao convento de St. Clement. Não há registros de seu retorno ou de ações posteriores do arcebispo.

## Biografia
Pouco ou quase nada se sabe sobre Joana. Sabe-se que ela era freira residente no convento de St. Clement de York, uma ordem beneditina, nos primeiros anos do século XIV. O que se sabe sobre sua vida é uma anotação feita pelo Arcebispo de York, William Melton, nos registros de seu arcebispado.

## A fuga
Em 1318, cansada de sua vida enclausurada e isolada, Joana fingiu estar com uma doença mortal e fingiu sua própria morte, criando um boneco com sua aparência, que depois tomou o lugar de seu cadáver. Várias de suas colegas de convento a ajudaram na empreitada, ainda que não se saiba se fizeram voluntariamente ou se também foram enganadas por ela.
Acreditando, ou fingindo acreditar, na morte da freira, suas colegas a sepultaram em solo consagrado, segundo o arcebispo Melton. Não se sabe com certeza os motivos para a fuga de Joana, mas o arcebispo escreveu que se devia aos "prazeres da carne" e que por isso ela era incapaz de manter a castidade e o celibato, sendo imprópria para a ordem monástica e suas exigências de voto de pobreza.
| “ | Cansada da vida dentro das paredes de seu convento, uma freira fez o que alguém desiludido com seu trabalho faria: ela fingiu sua morte, fez uma efígie realista ser enterrada em seu lugar e fugiu para viver uma vida de luxúria carnal. | ” |

Joana acabou sendo descoberta em Beverley, vivendo "indecentemente" com um homem, segundo o arcebispo. Melton então orientou seu retorno ao convento. Ela foi considerada uma apóstata por fugir voluntariamente de suas obrigações. Em sua carta para o decano de Beverley, ele disse:
| “ | Com uma mente maliciosa simulando uma doença corporal, ela fingiu estar morta, sem temer pela saúde de sua alma, e com a ajuda de inúmeros cúmplices, malfeitores e malícia, criou um boneco à semelhança de seu corpo... [ela] não teve vergonha em ter seu enterro em um espaço sagrado... Ela perverteu seu caminho de vida de maneira arrogante para o caminho da luxúria carnal e para longe da pobreza e da obediência. Tendo quebrado seus votos e descartado o hábito religioso, ela agora vagueia livremente pelo notório perigo para sua alma e pelo escândalo de toda a sua ordem. | ” |

Não se sabe se Joana voltou ou não para St. Clement. É possível que o arcebispo tenha considerado que ele cumpriu seu dever ao exigir que Jaana voltasse sem realmente tomar medidas para garantir que isso acontecesse.

## História
Joana não foi a primeira freira a fugir de St. Clement. Em 1301, outra freira, conhecida apenas por Cecília, conheceu um grupo de homens nos portões do priorado. Ela teria arrancado seu hábito, colocado uma roupa comum e fugiu para Darlington, onde viveu com um homem chamado Gregory de Thornton por cerca de três anos.
Outro escândalo assolou o convento em 1310. Joana de Saxton foi punida pelo arcebispo William Greenfield por algum delito desconhecido, mas que envolveria imoralidade. A punição da freira foi diminuída quando ele escreveu à abadessa, Agnes de Methelay, estabelecendo algumas condições para a futura conduta de Saxton. Entre as restrições, ela não podia deixar o claustro sem a companhia de outras freiras. Não podia receber visitas e nem poderia ter contato com uma Lady de Walleys. Caso Walleys visitasse o priorado, Sexton deveria estar ausente.